# Copa del Món de Futbol de 1986
La XIII Copa del Món de Futbol es disputà a Mèxic, entre el 31 de maig i el 29 de juny de 1986. D'aquesta manera Mèxic es convertí en el primer país a celebrar per segona vegada una Copa del Món. Encara que el 1974 li havien concedit l'organització d'aquest torneig a Colòmbia, hi renunciaren el 25 d'octubre de 1982 per la negativa del govern de donar suport a l'organització.
24 seleccions van disputar el torneig, tantes com ho havien fet a Espanya 82. La mascota va ser Pique, un chile jalapeño, i la pilota oficial va ser l'Adidas Azteca Mexico. L'Azteca Mexico va ser la primera pilota fabricada amb materials sintètics, cosa que augmentava la impermeabilitat i la durabilitat, i millorava el rendiment en camps de joc durs, amb molta humitat i a grans altures.
Un dels partits més recordats d'aquesta Copa del Món va ser als quarts de final, entre Argentina, que va guanyar per 2 a 1, i Anglaterra. En aquest partit Maradona van marcar dos dels gols més recordats de la història de la Copa del Món: la mà de Déu i el Gol del Segle.
La final la disputaren a l'Estadi Azteca l'Argentina i Alemanya Federal, i guanyaren els sud-americans per 3 a 2, de manera que aconseguiren així el segon títol mundial.
Una aportació que es realitzà a la cultura popular futbolística durant aquest torneig fou l'ona mexicana, fenomen estès avui en dia pels estadis de tot el món.

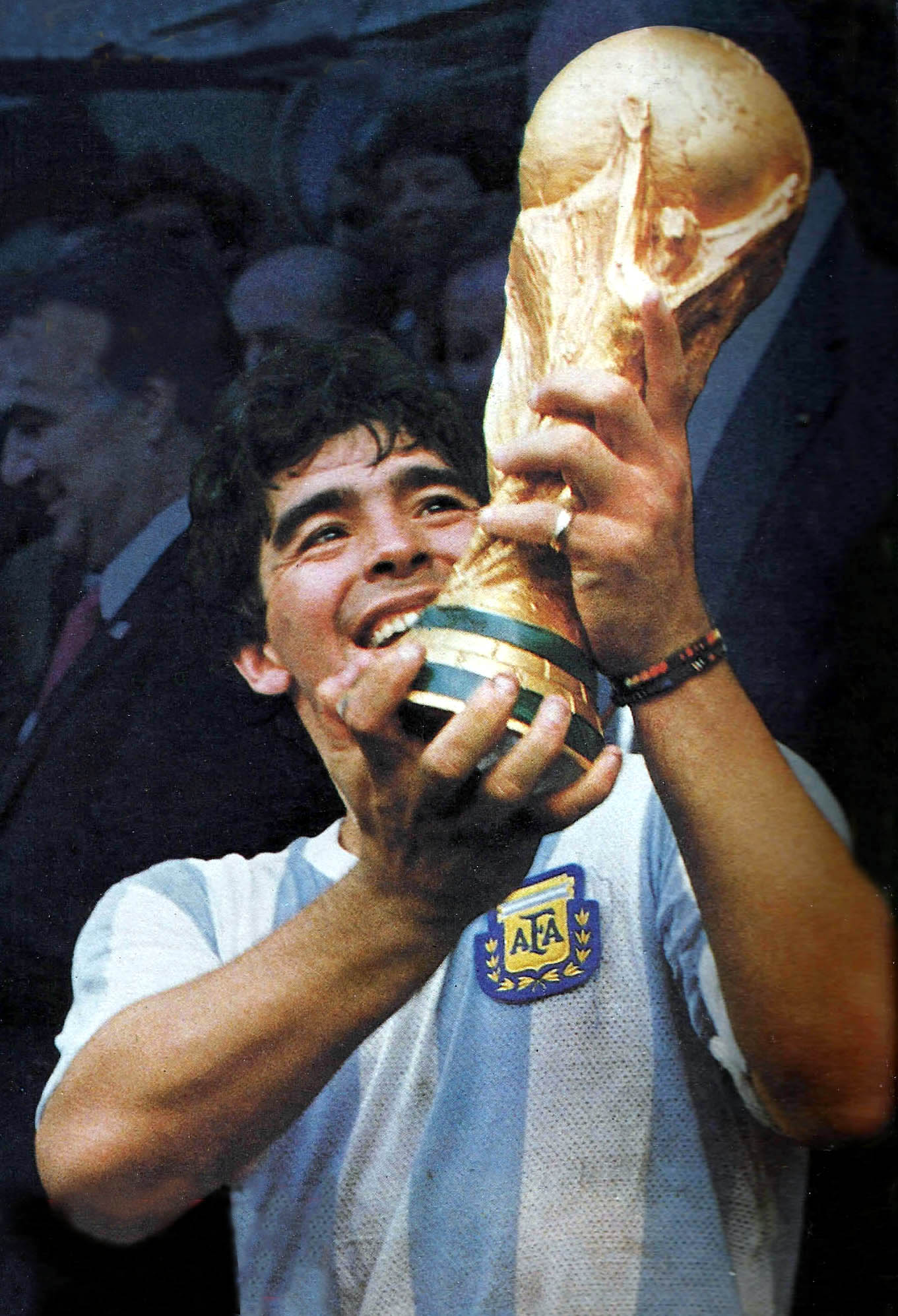
Maradona amb la Copa.

## Antecedents
La seu per a aquesta Copa del Món era inicialment Colòmbia, però el país no pogué complir amb els requisits imposats per la FIFA:
- 12 estadis amb capacitat mínima de 40.000 persones per a la primera fase.
- 4 estadis amb capacitat mínima de 60.000 persones per a la segona fase.
- 2 estadis amb capacitat mínima de 80.000 persones per al partit inaugural i la final.
- La instal·lació d'una torre de comunicacions a Bogotà.
- Congelació de les tarifes hoteleres per als membres de la FIFA a partir de l'1 de gener de 1986, entre d'altres.

Com que no va poder complir-los, la FIFA canvià la seu a Mèxic, que ja havia organitzat el torneig en 1970.
La disputa del torneig en aquest país estigué també en perill per una sèrie de terratrèmols que assolaren Mèxic el 1985. Aquests terratrèmols provocaren més de 10.000 morts i generaren una sèrie de desperfectes que implicaren la inversió de 2.000 milions de dòlars per a la reconstrucció.
En aquesta edició, el format del torneig tornà a canviar: la segona ronda ja no seria una fase de grups, sinó que tornaria a l'antic sistema d'eliminació directa, però en aquesta ocasió s'afegiren els vuitens de final per compensar l'augment del nombre de seleccions participants produït a l'edició d'Espanya 82. Per a aquesta eliminatòria de vuitens es classificarien els quatre millors tercers, juntament amb el primer i el segon de cada grup.

## Equips participants
Es van classificar aquestes 24 seleccions. En cursiva, les debutants a la Copa del Món de Futbol.

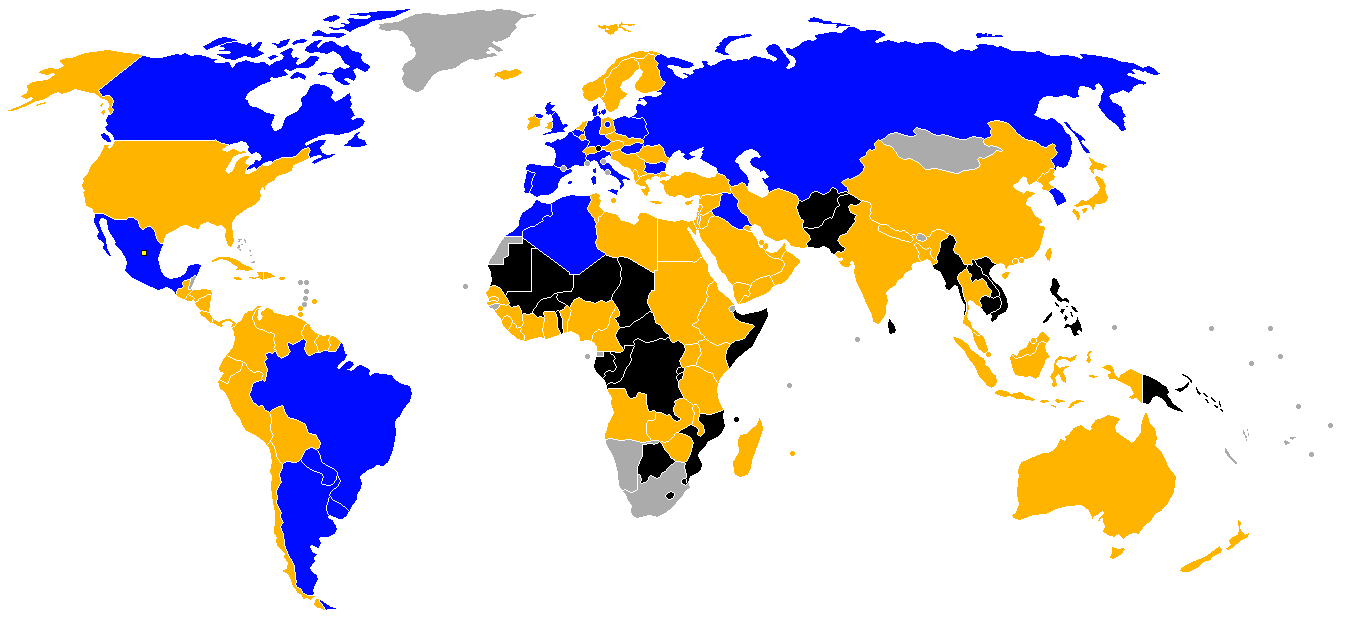
Seleccions classificades per la Copa del Món
Seleccions que no aconseguiren classificar-se
Seleccions que no hi participaren
Seleccions que no eren membres de la FIFA

| Àsia                 | Amèrica del Nord, Central i Carib       | Europa                                                                                | Europa                                                                             |
| -------------------- | --------------------------------------- | ------------------------------------------------------------------------------------- | ---------------------------------------------------------------------------------- |
| Corea del Sud · Iraq | Canadà · Mèxic (amfitrions)             | Alemanya Occidental · Anglaterra · Bèlgica · Bulgària · Dinamarca · Escòcia · Espanya | França · Hongria · Irlanda del Nord · Itàlia · Polònia · Portugal · Unió Soviètica |
| Àfrica               | Amèrica del Sud                         | Alemanya Occidental · Anglaterra · Bèlgica · Bulgària · Dinamarca · Escòcia · Espanya | França · Hongria · Irlanda del Nord · Itàlia · Polònia · Portugal · Unió Soviètica |
| Algèria · Marroc     | Argentina · Brasil · Paraguai · Uruguai | Alemanya Occidental · Anglaterra · Bèlgica · Bulgària · Dinamarca · Escòcia · Espanya | França · Hongria · Irlanda del Nord · Itàlia · Polònia · Portugal · Unió Soviètica |
| Oceania              | Argentina · Brasil · Paraguai · Uruguai | Alemanya Occidental · Anglaterra · Bèlgica · Bulgària · Dinamarca · Escòcia · Espanya | França · Hongria · Irlanda del Nord · Itàlia · Polònia · Portugal · Unió Soviètica |
| —                    | Argentina · Brasil · Paraguai · Uruguai | Alemanya Occidental · Anglaterra · Bèlgica · Bulgària · Dinamarca · Escòcia · Espanya | França · Hongria · Irlanda del Nord · Itàlia · Polònia · Portugal · Unió Soviètica |

## Seus
| Ciutat de Mèxic          | Ciutat de Mèxic | Guadalajara | Puebla                 |
| ------------------------ | --- | --- | ---------------------- |
| Estadio Azteca           | Estadio Olímpico Universitario | Estadio Jalisco | Estadio Cuauhtémoc     |
| Capacitat: 110,574       | Capacitat: 72,212 | Capacitat: 66,193 | Capacitat: 46,416      |
|                          | | |                        |
| San Nicolás de los Garza | 2971683541110 1. Ciutat de Mèxic, 2. Guadalajara, 3. Puebla, · 4. San Nicolás de los Garza, 5. Querétaro, · 6. Monterrey, 7. León, 8. Nezahualcóyotl, · 9. Irapuato, 10. Zapopan, 11. Toluca. | 2971683541110 1. Ciutat de Mèxic, 2. Guadalajara, 3. Puebla, · 4. San Nicolás de los Garza, 5. Querétaro, · 6. Monterrey, 7. León, 8. Nezahualcóyotl, · 9. Irapuato, 10. Zapopan, 11. Toluca. | Querétaro              |
| Estadio Universitario    | 2971683541110 1. Ciutat de Mèxic, 2. Guadalajara, 3. Puebla, · 4. San Nicolás de los Garza, 5. Querétaro, · 6. Monterrey, 7. León, 8. Nezahualcóyotl, · 9. Irapuato, 10. Zapopan, 11. Toluca. | 2971683541110 1. Ciutat de Mèxic, 2. Guadalajara, 3. Puebla, · 4. San Nicolás de los Garza, 5. Querétaro, · 6. Monterrey, 7. León, 8. Nezahualcóyotl, · 9. Irapuato, 10. Zapopan, 11. Toluca. | Estadio La Corregidora |
| Capacitat: 43,780        | 2971683541110 1. Ciutat de Mèxic, 2. Guadalajara, 3. Puebla, · 4. San Nicolás de los Garza, 5. Querétaro, · 6. Monterrey, 7. León, 8. Nezahualcóyotl, · 9. Irapuato, 10. Zapopan, 11. Toluca. | 2971683541110 1. Ciutat de Mèxic, 2. Guadalajara, 3. Puebla, · 4. San Nicolás de los Garza, 5. Querétaro, · 6. Monterrey, 7. León, 8. Nezahualcóyotl, · 9. Irapuato, 10. Zapopan, 11. Toluca. | Capacitat: 38,576      |
|                          | 2971683541110 1. Ciutat de Mèxic, 2. Guadalajara, 3. Puebla, · 4. San Nicolás de los Garza, 5. Querétaro, · 6. Monterrey, 7. León, 8. Nezahualcóyotl, · 9. Irapuato, 10. Zapopan, 11. Toluca. | 2971683541110 1. Ciutat de Mèxic, 2. Guadalajara, 3. Puebla, · 4. San Nicolás de los Garza, 5. Querétaro, · 6. Monterrey, 7. León, 8. Nezahualcóyotl, · 9. Irapuato, 10. Zapopan, 11. Toluca. |                        |
| Nezahualcoyotl           | 2971683541110 1. Ciutat de Mèxic, 2. Guadalajara, 3. Puebla, · 4. San Nicolás de los Garza, 5. Querétaro, · 6. Monterrey, 7. León, 8. Nezahualcóyotl, · 9. Irapuato, 10. Zapopan, 11. Toluca. | 2971683541110 1. Ciutat de Mèxic, 2. Guadalajara, 3. Puebla, · 4. San Nicolás de los Garza, 5. Querétaro, · 6. Monterrey, 7. León, 8. Nezahualcóyotl, · 9. Irapuato, 10. Zapopan, 11. Toluca. | Monterrey              |
| Estadio Neza 86          | 2971683541110 1. Ciutat de Mèxic, 2. Guadalajara, 3. Puebla, · 4. San Nicolás de los Garza, 5. Querétaro, · 6. Monterrey, 7. León, 8. Nezahualcóyotl, · 9. Irapuato, 10. Zapopan, 11. Toluca. | 2971683541110 1. Ciutat de Mèxic, 2. Guadalajara, 3. Puebla, · 4. San Nicolás de los Garza, 5. Querétaro, · 6. Monterrey, 7. León, 8. Nezahualcóyotl, · 9. Irapuato, 10. Zapopan, 11. Toluca. | Estadio Tecnológico    |
| Capacitat: 34,536        | 2971683541110 1. Ciutat de Mèxic, 2. Guadalajara, 3. Puebla, · 4. San Nicolás de los Garza, 5. Querétaro, · 6. Monterrey, 7. León, 8. Nezahualcóyotl, · 9. Irapuato, 10. Zapopan, 11. Toluca. | 2971683541110 1. Ciutat de Mèxic, 2. Guadalajara, 3. Puebla, · 4. San Nicolás de los Garza, 5. Querétaro, · 6. Monterrey, 7. León, 8. Nezahualcóyotl, · 9. Irapuato, 10. Zapopan, 11. Toluca. | Capacitat: 33,805      |
|                          | 2971683541110 1. Ciutat de Mèxic, 2. Guadalajara, 3. Puebla, · 4. San Nicolás de los Garza, 5. Querétaro, · 6. Monterrey, 7. León, 8. Nezahualcóyotl, · 9. Irapuato, 10. Zapopan, 11. Toluca. | 2971683541110 1. Ciutat de Mèxic, 2. Guadalajara, 3. Puebla, · 4. San Nicolás de los Garza, 5. Querétaro, · 6. Monterrey, 7. León, 8. Nezahualcóyotl, · 9. Irapuato, 10. Zapopan, 11. Toluca. |                        |
| Toluca                   | Irapuato | León (Guanajuato) | Zapopan                |
| Estadio Nemesio Díez     | Estadio Sergio León Chávez | Estadio Nou Camp | Estadio Tres de Marzo  |
| Capacitat: 32,612        | Capacitat: 31,336 | Capacitat: 30,531 | Capacitat: 30,015      |
|                          | | |                        |

## Àrbitres
| Àfrica - Ali Bin Nasser - Edwin Picon-Ackong - Idrissa Traore Àsia - Fallaj Al-Shanar - Jamal Al Sharif - Shizuo Takada Oceania - Chris Bambridge | Europa - Luigi Agnolin - Horst Brummeier - Valeri Butenko - Vojtech Christov - George Courtney - André Daina - Bogdan Dotchev - Erik Fredriksson - Ioan Igna - Jan Keizer - Siegfried Kirschen - Lajos Németh - Zoran Petrović - Alexis Ponnet - Joël Quiniou - Volker Roth - Victoriano Sánchez Arminio - Carlos Silva Valente - Alan Snoddy | Amèrica del Nord i Central - Rómulo Méndez - Antonio Márquez Ramírez - David Socha - Berny Ulloa Morera Amèrica del Sud - Romualdo Arppi Filho - Jesús Díaz - Carlos Espósito - Gabriel González Roa - José Luis Martínez Bazán - Hernán Silva |

## Resultats

### Primera Fase

#### Grup A
| Pos | Equip         | PJ | PG | PE | PP | GF | GC | DG | Pts | Classificació                      |
| --- | ------------- | -- | -- | -- | -- | -- | -- | -- | --- | ---------------------------------- |
| 1   | Argentina     | 3  | 2  | 1  | 0  | 6  | 2  | +4 | 5   | Avança a la fase final             |
| 2   | Itàlia        | 3  | 1  | 2  | 0  | 5  | 4  | +1 | 4   | Avança a la fase final             |
| 3   | Bulgària      | 3  | 0  | 2  | 1  | 2  | 4  | −2 | 2   | Opta a una plaça per la fase final |
| 4   | Corea del Sud | 3  | 0  | 1  | 2  | 4  | 7  | −3 | 1   |                                    |

| Bulgària    | 1–1     | Itàlia        |
| ----------- | ------- | ------------- |
| Sirakov 85' | Informe | Altobelli 44' |

| Argentina                     | 3–1     | Corea del Sud      |
| ----------------------------- | ------- | ------------------ |
| Valdano 6', 46' · Ruggeri 18' | Informe | Park Chang-Sun 73' |

| Itàlia            | 1–1     | Argentina    |
| ----------------- | ------- | ------------ |
| Altobelli 6' (p.) | Informe | Maradona 34' |

| Corea del Sud    | 1–1     | Bulgària  |
| ---------------- | ------- | --------- |
| Kim Jong-Boo 70' | Informe | Getov 11' |

| Corea del Sud                       | 2–3     | Itàlia                                        |
| ----------------------------------- | ------- | --------------------------------------------- |
| Choi Soon-Ho 62' · Huh Jung-Moo 83' | Informe | Altobelli 17', 73' · Cho Kwang-Rae 82' (p.p.) |

| Argentina                   | 2–0     | Bulgària |
| --------------------------- | ------- | -------- |
| Valdano 4' · Burruchaga 77' | Informe |          |

#### Grup B
| Pos | Equip     | PJ | PG | PE | PP | GF | GC | DG | Pts | Classificació                      |
| --- | --------- | -- | -- | -- | -- | -- | -- | -- | --- | ---------------------------------- |
| 1   | Mèxic (H) | 3  | 2  | 1  | 0  | 4  | 2  | +2 | 5   | Avança a la fase final             |
| 2   | Paraguai  | 3  | 1  | 2  | 0  | 4  | 3  | +1 | 4   | Avança a la fase final             |
| 3   | Bèlgica   | 3  | 1  | 1  | 1  | 5  | 5  | 0  | 3   | Opta a una plaça per la fase final |
| 4   | Iraq      | 3  | 0  | 0  | 3  | 1  | 4  | −3 | 0   |                                    |

| Bèlgica         | 1–2     | Mèxic                      |
| --------------- | ------- | -------------------------- |
| Vandenbergh 45' | Informe | Quirarte 23' · Sánchez 39' |

| Paraguai   | 1–0     | Iraq |
| ---------- | ------- | ---- |
| Romero 35' | Informe |      |

| Mèxic     | 1–1     | Paraguai   |
| --------- | ------- | ---------- |
| Flores 3' | Informe | Romero 85' |

| Iraq      | 1–2     | Bèlgica                      |
| --------- | ------- | ---------------------------- |
| Radhi 59' | Informe | Scifo 16' · Claesen 21' (p.) |

| Paraguai         | 2–2     | Bèlgica                    |
| ---------------- | ------- | -------------------------- |
| Cabañas 50', 76' | Informe | Vercauteren 30' · Veyt 59' |

| Iraq | 0–1     | Mèxic        |
| ---- | ------- | ------------ |
|      | Informe | Quirarte 54' |

#### Grup C
| Pos | Equip          | PJ | PG | PE | PP | GF | GC | DG | Pts | Classificació                      |
| --- | -------------- | -- | -- | -- | -- | -- | -- | -- | --- | ---------------------------------- |
| 1   | Unió Soviètica | 3  | 2  | 1  | 0  | 9  | 1  | +8 | 5   | Avança a la fase final             |
| 2   | França         | 3  | 2  | 1  | 0  | 5  | 1  | +4 | 5   | Avança a la fase final             |
| 3   | Hongria        | 3  | 1  | 0  | 2  | 2  | 9  | −7 | 2   | Opta a una plaça per la fase final |
| 4   | Canadà         | 3  | 0  | 0  | 3  | 0  | 5  | −5 | 0   |                                    |

| Canadà | 0–1     | França    |
| ------ | ------- | --------- |
|        | Informe | Papin 79' |

| Unió Soviètica                                                                                   | 6–0     | Hongria |
| ------------------------------------------------------------------------------------------------ | ------- | ------- |
| Yakovenko 2' · Aleinikov 4' · Belànov 24' (p.) · Yaremchuk 66' · Dajka 73' (p.p.) · Rodionov 80' | Informe |         |

| França             | 1–1     | Unió Soviètica |
| ------------------ | ------- | -------------- |
| Luis Fernández 60' | Informe | Rats 53'       |

| Hongria                   | 2–0     | Canadà |
| ------------------------- | ------- | ------ |
| Esterházy 2' · Détári 75' | Informe |        |

| Hongria | 0–3     | França                                   |
| ------- | ------- | ---------------------------------------- |
|         | Informe | Stopyra 29' · Tigana 62' · Rocheteau 84' |

| Unió Soviètica            | 2–0     | Canadà |
| ------------------------- | ------- | ------ |
| Blokhin 58' · Zavarov 74' | Informe |        |

#### Grup D
| Pos | Equip            | PJ | PG | PE | PP | GF | GC | DG | Pts | Classificació                      |
| --- | ---------------- | -- | -- | -- | -- | -- | -- | -- | --- | ---------------------------------- |
| 1   | Brasil           | 3  | 3  | 0  | 0  | 5  | 0  | +5 | 6   | Avança a la fase final             |
| 2   | Espanya          | 3  | 2  | 0  | 1  | 5  | 2  | +3 | 4   | Avança a la fase final             |
| 3   | Irlanda del Nord | 3  | 0  | 1  | 2  | 2  | 6  | −4 | 1   | Opta a una plaça per la fase final |
| 4   | Algèria          | 3  | 0  | 1  | 2  | 1  | 5  | −4 | 1   |                                    |

| Espanya | 0–1     | Brasil       |
| ------- | ------- | ------------ |
|         | Informe | Sócrates 62' |

| Algèria    | 1–1     | Irlanda del Nord |
| ---------- | ------- | ---------------- |
| Zidane 59' | Informe | Whiteside 6'     |

| Brasil     | 1–0     | Algèria |
| ---------- | ------- | ------- |
| Careca 66' | Informe |         |

| Irlanda del Nord | 1–2     | Espanya                     |
| ---------------- | ------- | --------------------------- |
| Clarke 46'       | Informe | Butragueño 1' · Salinas 18' |

| Irlanda del Nord | 0–3     | Brasil                        |
| ---------------- | ------- | ----------------------------- |
|                  | Informe | Careca 15', 87' · Josimar 42' |

| Algèria | 0–3     | Espanya                     |
| ------- | ------- | --------------------------- |
|         | Informe | Calderé 15', 68' · Eloy 70' |

#### Grup E
| Pos | Equip               | PJ | PG | PE | PP | GF | GC | DG | Pts | Classificació                      |
| --- | ------------------- | -- | -- | -- | -- | -- | -- | -- | --- | ---------------------------------- |
| 1   | Dinamarca           | 3  | 3  | 0  | 0  | 9  | 1  | +8 | 6   | Avança a la fase final             |
| 2   | Alemanya Occidental | 3  | 1  | 1  | 1  | 3  | 4  | −1 | 3   | Avança a la fase final             |
| 3   | Uruguai             | 3  | 0  | 2  | 1  | 2  | 7  | −5 | 2   | Opta a una plaça per la fase final |
| 4   | Escòcia             | 3  | 0  | 1  | 2  | 1  | 3  | −2 | 1   |                                    |

| Uruguai      | 1–1     | Alemanya Occidental |
| ------------ | ------- | ------------------- |
| Alzamendi 4' | Informe | Allofs 84'          |

| Escòcia | 0–1     | Dinamarca         |
| ------- | ------- | ----------------- |
|         | Informe | Elkjær Larsen 57' |

| Alemanya Occidental     | 2–1     | Escòcia      |
| ----------------------- | ------- | ------------ |
| Völler 23' · Allofs 49' | Informe | Strachan 18' |

| Dinamarca                                                            | 6–1     | Uruguai              |
| -------------------------------------------------------------------- | ------- | -------------------- |
| Elkjær Larsen 11', 67', 80' · Lerby 41' · Laudrup 52' · J. Olsen 88' | Informe | Francescoli 45' (p.) |

| Dinamarca                       | 2–0     | Alemanya Occidental |
| ------------------------------- | ------- | ------------------- |
| J. Olsen 43' (p.) · Eriksen 62' | Informe |                     |

| Escòcia | 0–0     | Uruguai |
| ------- | ------- | ------- |
|         | Informe |         |

#### Grup F
| Pos | Equip      | PJ | PG | PE | PP | GF | GC | DG | Pts | Classificació                      |
| --- | ---------- | -- | -- | -- | -- | -- | -- | -- | --- | ---------------------------------- |
| 1   | Marroc     | 3  | 1  | 2  | 0  | 3  | 1  | +2 | 4   | Avança a la fase final             |
| 2   | Anglaterra | 3  | 1  | 1  | 1  | 3  | 1  | +2 | 3   | Avança a la fase final             |
| 3   | Polònia    | 3  | 1  | 1  | 1  | 1  | 3  | −2 | 3   | Opta a una plaça per la fase final |
| 4   | Portugal   | 3  | 1  | 0  | 2  | 2  | 4  | −2 | 2   |                                    |

| Marroc | 0–0     | Polònia |
| ------ | ------- | ------- |
|        | Informe |         |

| Portugal          | 1–0     | Anglaterra |
| ----------------- | ------- | ---------- |
| Carlos Manuel 76' | Informe |            |

| Anglaterra | 0–0     | Marroc |
| ---------- | ------- | ------ |
|            | Informe |        |

| Polònia      | 1–0     | Portugal |
| ------------ | ------- | -------- |
| Smolarek 68' | Informe |          |

| Anglaterra           | 3–0     | Polònia |
| -------------------- | ------- | ------- |
| Lineker 9', 14', 34' | Informe |         |

| Portugal       | 1–3     | Marroc                             |
| -------------- | ------- | ---------------------------------- |
| Diamantino 80' | Informe | Khairi 19', 26' · Merry Krimau 62' |

#### Tria dels millors tercers
| Pos | Equip            | PJ | PG | PE | PP | GF | GC | DG | Pts | Classificació          |
| --- | ---------------- | -- | -- | -- | -- | -- | -- | -- | --- | ---------------------- |
| 1   | Bèlgica          | 3  | 1  | 1  | 1  | 5  | 5  | 0  | 3   | Avança a la fase final |
| 2   | Polònia          | 3  | 1  | 1  | 1  | 1  | 3  | −2 | 3   | Avança a la fase final |
| 3   | Bulgària         | 3  | 0  | 2  | 1  | 2  | 4  | −2 | 2   | Avança a la fase final |
| 4   | Uruguai          | 3  | 0  | 2  | 1  | 2  | 7  | −5 | 2   | Avança a la fase final |
| 5   | Hongria          | 3  | 1  | 0  | 2  | 2  | 9  | −7 | 2   |                        |
| 6   | Irlanda del Nord | 3  | 0  | 1  | 2  | 2  | 6  | −4 | 1   |                        |

### Fase final
|  | Vuitens de final             | Vuitens de final             |                              |       | Quarts de final | Quarts de final |                     |                     | Semifinals | Semifinals |  |  | Final | Final |
|  |                              |                              |                              |       |                 |                 |                     |                     |            |            |  |  |       |       |
|  | 15 de juny - Ciutat de Mèxic |                              |                              |       |                 |                 |                     |                     |            |            |  |  |       |       |
|  |                              |                              |                              |       |                 |                 |                     |                     |            |            |  |  |       |       |
|  | Mèxic                        | 2                            |                              |       |                 |                 |                     |                     |            |            |  |  |       |       |
|  | Mèxic                        | 2                            | 21 de juny - Monterrey       |       |                 |                 |                     |                     |            |            |  |  |       |       |
|  | Bulgària                     | 0                            |                              |       |                 |                 |                     |                     |            |            |  |  |       |       |
|  | Bulgària                     | 0                            | Mèxic                        | 0 (1) |                 |                 |                     |                     |            |            |  |  |       |       |
|  | 17 de juny - Monterrey       |                              | Mèxic                        | 0 (1) |                 |                 |                     |                     |            |            |  |  |       |       |
|  |                              | Alemanya Occidental (pen.)   | 0 (4)                        |       |                 |                 |                     |                     |            |            |  |  |       |       |
|  | Alemanya Occidental          | Alemanya Occidental (pen.)   | 0 (4)                        | 1     |                 |                 |                     |                     |            |            |  |  |       |       |
|  | Alemanya Occidental          |                              | 25 de juny - Guadalajara     | 1     |                 |                 |                     |                     |            |            |  |  |       |       |
|  | Marroc                       | 0                            |                              |       |                 |                 |                     |                     |            |            |  |  |       |       |
|  | Marroc                       | 0                            | Alemanya Occidental          | 2     |                 |                 |                     |                     |            |            |  |  |       |       |
|  | 17 de juny - Ciutat de Mèxic |                              | Alemanya Occidental          | 2     |                 |                 |                     |                     |            |            |  |  |       |       |
|  |                              | França                       | 0                            |       |                 |                 |                     |                     |            |            |  |  |       |       |
|  | França                       | França                       | 0                            | 2     |                 |                 |                     |                     |            |            |  |  |       |       |
|  | França                       | 21 de juny - Guadalajara     |                              | 2     |                 |                 |                     |                     |            |            |  |  |       |       |
|  | Itàlia                       | 0                            |                              |       |                 |                 |                     |                     |            |            |  |  |       |       |
|  | Itàlia                       | 0                            | França (pen.)                | 1 (4) |                 |                 |                     |                     |            |            |  |  |       |       |
|  | 16 de juny - Guadalajara     |                              | França (pen.)                | 1 (4) |                 |                 |                     |                     |            |            |  |  |       |       |
|  |                              | Brasil                       | 1 (3)                        |       |                 |                 |                     |                     |            |            |  |  |       |       |
|  | Brasil                       | Brasil                       | 1 (3)                        | 4     |                 |                 |                     |                     |            |            |  |  |       |       |
|  | Brasil                       |                              | 29 de juny - Ciutat de Mèxic | 4     |                 |                 |                     |                     |            |            |  |  |       |       |
|  | Polònia                      | 0                            |                              |       |                 |                 |                     |                     |            |            |  |  |       |       |
|  | Polònia                      | 0                            | Alemanya Occidental          | 2     |                 |                 |                     |                     |            |            |  |  |       |       |
|  | 16 de juny - Puebla          |                              | Alemanya Occidental          | 2     |                 |                 |                     |                     |            |            |  |  |       |       |
|  |                              | Argentina                    | 3                            |       |                 |                 |                     |                     |            |            |  |  |       |       |
|  | Argentina                    | Argentina                    | 3                            | 1     |                 |                 |                     |                     |            |            |  |  |       |       |
|  | Argentina                    | 22 de juny - Ciutat de Mèxic |                              | 1     |                 |                 |                     |                     |            |            |  |  |       |       |
|  | Uruguai                      | 0                            |                              |       |                 |                 |                     |                     |            |            |  |  |       |       |
|  | Uruguai                      | 0                            | Argentina                    | 2     |                 |                 |                     |                     |            |            |  |  |       |       |
|  | 18 de juny - Ciutat de Mèxic |                              | Argentina                    | 2     |                 |                 |                     |                     |            |            |  |  |       |       |
|  |                              | Anglaterra                   | 1                            |       |                 |                 |                     |                     |            |            |  |  |       |       |
|  | Anglaterra                   | Anglaterra                   | 1                            | 3     |                 |                 |                     |                     |            |            |  |  |       |       |
|  | Anglaterra                   |                              | 25 de juny - Ciutat de Mèxic | 3     |                 |                 |                     |                     |            |            |  |  |       |       |
|  | Paraguai                     | 0                            |                              |       |                 |                 |                     |                     |            |            |  |  |       |       |
|  | Paraguai                     | 0                            | Argentina                    | 2     |                 |                 |                     |                     |            |            |  |  |       |       |
|  | 18 de juny - Querétaro       |                              | Argentina                    | 2     |                 |                 |                     |                     |            |            |  |  |       |       |
|  |                              | Bèlgica                      | 0                            |       | Tercer lloc     | Tercer lloc     |                     |                     |            |            |  |  |       |       |
|  | Espanya                      | Bèlgica                      | 0                            | 5     | Tercer lloc     | Tercer lloc     |                     |                     |            |            |  |  |       |       |
|  | Espanya                      | 22 de juny - Puebla          | 22 de juny - Puebla          | 5     |                 |                 | 28 de juny - Puebla | 28 de juny - Puebla |            |            |  |  |       |       |
|  | Dinamarca                    | 22 de juny - Puebla          | 22 de juny - Puebla          | 1     |                 |                 | 28 de juny - Puebla | 28 de juny - Puebla |            |            |  |  |       |       |
|  | Dinamarca                    | Espanya                      | 1 (4)                        | 1     | França (pr.)    | 4               |                     |                     |            |            |  |  |       |       |
|  | 15 de juny - León            | Espanya                      | 1 (4)                        |       | França (pr.)    | 4               |                     |                     |            |            |  |  |       |       |
|  |                              | Bèlgica (pen.)               | 1 (5)                        |       | Bèlgica         | 2               |                     |                     |            |            |  |  |       |       |
|  | Bèlgica (pr.)                | Bèlgica (pen.)               | 1 (5)                        | 4     | Bèlgica         | 2               |                     |                     |            |            |  |  |       |       |
|  | Bèlgica (pr.)                |                              |                              | 4     |                 |                 |                     |                     |            |            |  |  |       |       |
|  | Unió Soviètica               | 3                            |                              |       |                 |                 |                     |                     |            |            |  |  |       |       |
|  | Unió Soviètica               | 3                            |                              |       |                 |                 |                     |                     |            |            |  |  |       |       |

#### Vuitens de final
| Mèxic                    | 2–0     | Bulgària |
| ------------------------ | ------- | -------- |
| Negrete 34' · Servín 61' | Informe |          |

| Unió Soviètica              | 3–4 (pr.) | Bèlgica                                               |
| --------------------------- | --------- | ----------------------------------------------------- |
| Belanov 27', 70', 111' (p.) | Informe   | Scifo 56' · Ceulemans 77' · Demol 102' · Claesen 110' |

| Brasil                                                         | 4–0     | Polònia |
| -------------------------------------------------------------- | ------- | ------- |
| Sócrates 30' (p.) · Josimar 55' · Edinho 79' · Careca 83' (p.) | Informe |         |

| Argentina    | 1–0     | Uruguai |
| ------------ | ------- | ------- |
| Pasculli 42' | Informe |         |

| Itàlia | 0–2     | França                    |
| ------ | ------- | ------------------------- |
|        | Informe | Platini 15' · Stopyra 57' |

| Marroc | 0–1     | Alemanya Occidental |
| ------ | ------- | ------------------- |
|        | Informe | Matthäus 87'        |

| Anglaterra                       | 3–0     | Paraguai |
| -------------------------------- | ------- | -------- |
| Lineker 31', 73' · Beardsley 56' | Informe |          |

| Dinamarca         | 1–5     | Espanya                                                  |
| ----------------- | ------- | -------------------------------------------------------- |
| J. Olsen 33' (p.) | Informe | Butragueño 43', 56', 80', 88' (p.) · Goikoetxea 68' (p.) |

#### Quarts de final
| Brasil                                          | 1–1 (pr.) | França                                           |
| ----------------------------------------------- | --------- | ------------------------------------------------ |
| Careca 17'                                      | Informe   | Platini 40'                                      |
| Tanda de penals                                 |           |                                                  |
| Sócrates · Alemão · Zico · Branco · Júlio César | 3–4       | Stopyra · Amoros · Bellone · Platini · Fernández |

| Alemanya Occidental                     | 0–0 (pr.) | Mèxic                       |
| --------------------------------------- | --------- | --------------------------- |
|                                         | Informe   |                             |
| Tanda de penals                         |           |                             |
| Allofs · Brehme · Matthäus · Littbarski | 4–1       | Negrete · Quirarte · Servín |

| Argentina         | 2–1     | Anglaterra  |
| ----------------- | ------- | ----------- |
| Maradona 51', 55' | Informe | Lineker 81' |

| Espanya                                     | 1–1 (pr.) | Bèlgica                                              |
| ------------------------------------------- | --------- | ---------------------------------------------------- |
| Señor 85'                                   | Informe   | Ceulemans 35'                                        |
| Tanda de penals                             |           |                                                      |
| Señor · Eloy · Chendo · Butragueño · Víctor | 4–5       | Claesen · Scifo · Broos · Vervoort · L. Van Der Elst |

#### Semifinals
| França | 0–2     | Alemanya Occidental    |
| ------ | ------- | ---------------------- |
|        | Informe | Brehme 9' · Völler 89' |

| Argentina         | 2–0     | Bèlgica |
| ----------------- | ------- | ------- |
| Maradona 51', 63' | Informe |         |

#### Partit pel tercer lloc
| Bèlgica                     | 2–4 (pr.) | França                                                     |
| --------------------------- | --------- | ---------------------------------------------------------- |
| Ceulemans 11' · Claesen 73' | Informe   | Ferreri 27' · Papin 43' · Genghini 104' · Amorós 111' (p.) |

#### Final
| Argentina                                | 3–2     | Alemanya Occidental         |
| ---------------------------------------- | ------- | --------------------------- |
| Brown 23' · Valdano 56' · Burruchaga 84' | Informe | Rummenigge 74' · Völler 81' |

## Campió
| Guanyador de Copa del Món de Futbol de 1986 |
| ------------------------------------------- |
| · Argentina · Segon títol                   |

## Classificació final
El 1986, la FIFA va publicar un informe que classificava tots els equips de cada Copa del Món fins a la de 1986, basada en l'actuació a la competició, els resultats generals i la qualitat dels contraris (sense comptar els resultats de repetició). El rànquing del torneig de 1986 era el següent:

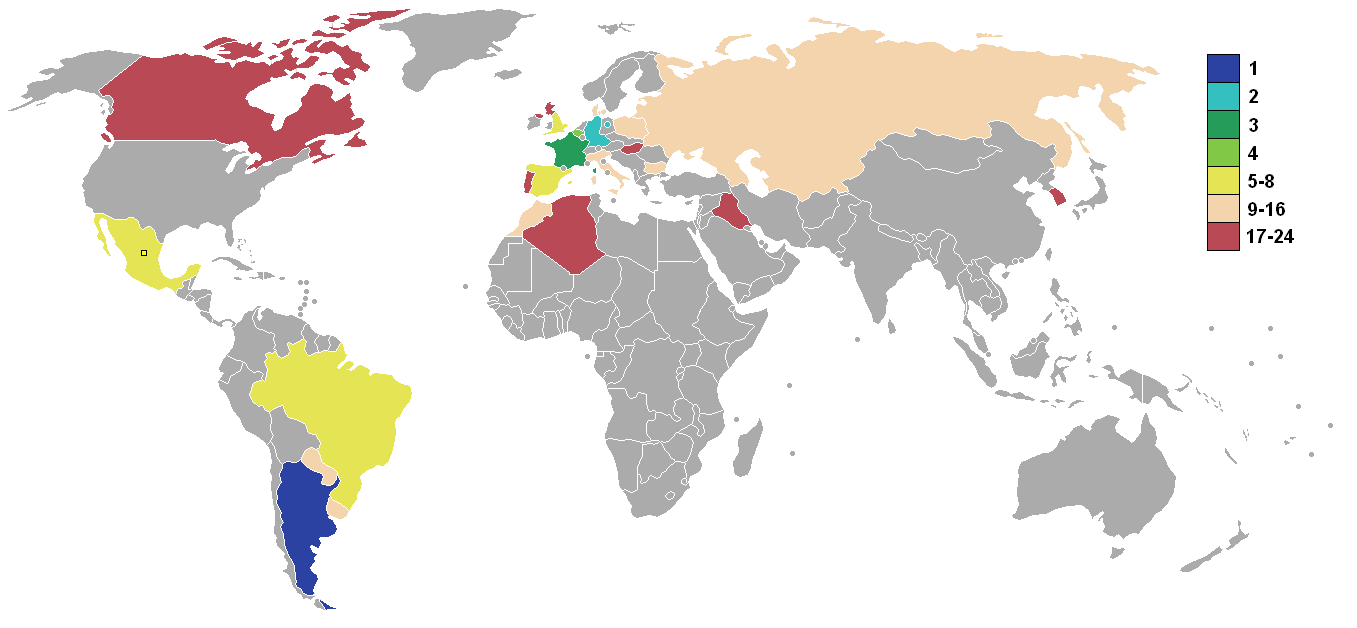
Mapa segons els resultats de 1986

| P                              | Equip               | PJ | PG | PE | PP | GF | GC | DG | Pts. |
| ------------------------------ | ------------------- | -- | -- | -- | -- | -- | -- | -- | ---- |
| 1                              | Argentina           | 7  | 6  | 1  | 0  | 14 | 5  | +9 | 13   |
| 2                              | Alemanya Occidental | 7  | 3  | 2  | 2  | 8  | 7  | +1 | 8    |
| 3                              | França              | 7  | 4  | 2  | 1  | 12 | 6  | +6 | 10   |
| 4                              | Bèlgica             | 7  | 2  | 2  | 3  | 12 | 15 | −3 | 6    |
| Eliminats als quarts de final  |                     |    |    |    |    |    |    |    |      |
| 5                              | Brasil              | 5  | 4  | 1  | 0  | 10 | 1  | +9 | 9    |
| 6                              | Mèxic               | 5  | 3  | 2  | 0  | 6  | 2  | +4 | 8    |
| 7                              | Espanya             | 5  | 3  | 1  | 1  | 11 | 4  | +7 | 7    |
| 8                              | Anglaterra          | 5  | 2  | 1  | 2  | 7  | 3  | +4 | 5    |
| Eliminats als vuitens de final |                     |    |    |    |    |    |    |    |      |
| 9                              | Dinamarca           | 4  | 3  | 0  | 1  | 10 | 6  | +4 | 6    |
| 10                             | Unió Soviètica      | 4  | 2  | 1  | 1  | 12 | 5  | +7 | 5    |
| 11                             | Marroc              | 4  | 1  | 2  | 1  | 3  | 2  | +1 | 4    |
| 12                             | Itàlia              | 4  | 1  | 2  | 1  | 5  | 6  | −1 | 4    |
| 13                             | Paraguai            | 4  | 1  | 2  | 1  | 4  | 6  | −2 | 4    |
| 14                             | Polònia             | 4  | 1  | 1  | 2  | 1  | 7  | −6 | 3    |
| 15                             | Bulgària            | 4  | 0  | 2  | 2  | 2  | 6  | −4 | 2    |
| 16                             | Uruguai             | 4  | 0  | 2  | 2  | 2  | 8  | −6 | 2    |
| Eliminats a la primera fase    |                     |    |    |    |    |    |    |    |      |
| 17                             | Portugal            | 3  | 1  | 0  | 2  | 2  | 4  | −2 | 2    |
| 18                             | Hongria             | 3  | 1  | 0  | 2  | 2  | 9  | −7 | 2    |
| 19                             | Escòcia             | 3  | 0  | 1  | 2  | 1  | 3  | −2 | 1    |
| 20                             | Corea del Sud       | 3  | 0  | 1  | 2  | 4  | 7  | −3 | 1    |
| 21                             | Irlanda del Nord    | 3  | 0  | 1  | 2  | 2  | 6  | −4 | 1    |
| 22                             | Algèria             | 3  | 0  | 1  | 2  | 1  | 5  | −4 | 1    |
| 23                             | Iraq                | 3  | 0  | 0  | 3  | 1  | 4  | −3 | 0    |
| 24                             | Canadà              | 3  | 0  | 0  | 3  | 0  | 5  | −5 | 0    |

## Golejadors
| 6 gols - [[Fitxer:Flag of England.svg\|23x15px\|border \|alt=Anglaterra\|link=Selecció de futbol d'Anglaterra\|{{#if:\|]] Gary Lineker 5 gols - [[Fitxer:Flag of Argentina.svg\|23x15px\|border \|alt=Argentina\|link=Selecció de futbol de l'Argentina\|{{#if:\|]] Diego Maradona - [[Fitxer:Flag of Brazil (1968-1992).svg\|23x15px\|border \|alt=Brasil\|link=Selecció de futbol del Brasil\|{{#if:\|]] Careca - [[Fitxer:Flag of Spain.svg\|23x15px\|border \|alt=Espanya\|link=Selecció de futbol d'Espanya\|{{#if:\|]] Emilio Butragueño 4 gols - [[Fitxer:Flag of Argentina.svg\|23x15px\|border \|alt=Argentina\|link=Selecció de futbol de l'Argentina\|{{#if:\|]] Jorge Valdano - [[Fitxer:Flag of Denmark.svg\|23x15px\|border \|alt=Dinamarca\|link=Selecció de futbol de Dinamarca\|{{#if:\|]] Preben Elkjær Larsen - [[Fitxer:Flag of Italy (1946-2003).svg\|23x15px\|border \|alt=Itàlia\|link=Selecció de futbol d'Itàlia\|{{#if:\|]] Alessandro Altobelli - [[Fitxer:Flag of the Soviet Union.svg\|23x15px\|border \|alt=Unió de Repúbliques Socialistes Soviètiques\|link=Selecció de futbol de l'URSS\|{{#if:\|]] Íhor Belànov 3 gols - [[Fitxer:Flag of Germany.svg\|23x15px\|border \|alt=Alemanya Occidental\|link=Selecció de futbol d'Alemanya Occidental\|{{#if:\|]] Rudi Völler - [[Fitxer:Flag of Belgium (civil).svg\|23x15px\|border \|alt=Bèlgica\|link=Selecció de futbol de Bèlgica\|{{#if:\|]] Jan Ceulemans - [[Fitxer:Flag of Belgium (civil).svg\|23x15px\|border \|alt=Bèlgica\|link=Selecció de futbol de Bèlgica\|{{#if:\|]] Nico Claesen - [[Fitxer:Flag of Denmark.svg\|23x15px\|border \|alt=Dinamarca\|link=Selecció de futbol de Dinamarca\|{{#if:\|]] Jesper Olsen 2 gols - [[Fitxer:Flag of Germany.svg\|23x15px\|border \|alt=Alemanya Occidental\|link=Selecció de futbol d'Alemanya Occidental\|{{#if:\|]] Klaus Allofs - [[Fitxer:Flag of Argentina.svg\|23x15px\|border \|alt=Argentina\|link=Selecció de futbol de l'Argentina\|{{#if:\|]] Jorge Burruchaga - [[Fitxer:Flag of Belgium (civil).svg\|23x15px\|border \|alt=Bèlgica\|link=Selecció de futbol de Bèlgica\|{{#if:\|]] Enzo Scifo - [[Fitxer:Flag of Brazil (1968-1992).svg\|23x15px\|border \|alt=Brasil\|link=Selecció de futbol del Brasil\|{{#if:\|]] Josimar - [[Fitxer:Flag of Brazil (1968-1992).svg\|23x15px\|border \|alt=Brasil\|link=Selecció de futbol del Brasil\|{{#if:\|]] Sócrates - [[Fitxer:Flag of France (1794–1815, 1830–1974).svg\|23x15px\|border \|alt=França\|link=Selecció de futbol de França\|{{#if:\|]] Jean-Pierre Papin - [[Fitxer:Flag of France (1794–1815, 1830–1974).svg\|23x15px\|border \|alt=França\|link=Selecció de futbol de França\|{{#if:\|]] Michel Platini - [[Fitxer:Flag of France (1794–1815, 1830–1974).svg\|23x15px\|border \|alt=França\|link=Selecció de futbol de França\|{{#if:\|]] Yannick Stopyra - [[Fitxer:Flag of Mexico.svg\|23x15px\|border \|alt=Mèxic\|link=Selecció de futbol de Mèxic\|{{#if:\|]] Fernando Quirarte - [[Fitxer:Flag of Morocco.svg\|23x15px\|border \|alt=Marroc\|link=Selecció de futbol del Marroc\|{{#if:\|]] Abderrazak Khairi - [[Fitxer:Flag of Paraguay (1954-1988).svg\|23x15px\|border \|alt=Paraguai\|link=Selecció de futbol del Paraguai\|{{#if:\|]] Roberto Cabañas - [[Fitxer:Flag of Paraguay (1954-1988).svg\|23x15px\|border \|alt=Paraguai\|link=Selecció de futbol del Paraguai\|{{#if:\|]] Julio César Romero - [[Fitxer:Flag of Spain.svg\|23x15px\|border \|alt=Espanya\|link=Selecció de futbol d'Espanya\|{{#if:\|]] Ramon Maria Calderé | 1 gol - [[Fitxer:Flag of Germany.svg\|23x15px\|border \|alt=Alemanya Occidental\|link=Selecció de futbol d'Alemanya Occidental\|{{#if:\|]] Andreas Brehme - [[Fitxer:Flag of Germany.svg\|23x15px\|border \|alt=Alemanya Occidental\|link=Selecció de futbol d'Alemanya Occidental\|{{#if:\|]] Lothar Matthäus - [[Fitxer:Flag of Germany.svg\|23x15px\|border \|alt=Alemanya Occidental\|link=Selecció de futbol d'Alemanya Occidental\|{{#if:\|]] Karl-Heinz Rummenigge - [[Fitxer:Flag of Algeria.svg\|23x15px\|border \|alt=Algèria\|link=Selecció de futbol d'Algèria\|{{#if:\|]] Djamel Zidane - [[Fitxer:Flag of England.svg\|23x15px\|border \|alt=Anglaterra\|link=Selecció de futbol d'Anglaterra\|{{#if:\|]] Peter Beardsley - [[Fitxer:Flag of Argentina.svg\|23x15px\|border \|alt=Argentina\|link=Selecció de futbol de l'Argentina\|{{#if:\|]] José Luis Brown - [[Fitxer:Flag of Argentina.svg\|23x15px\|border \|alt=Argentina\|link=Selecció de futbol de l'Argentina\|{{#if:\|]] Pedro Pasculli - [[Fitxer:Flag of Argentina.svg\|23x15px\|border \|alt=Argentina\|link=Selecció de futbol de l'Argentina\|{{#if:\|]] Oscar Ruggeri - [[Fitxer:Flag of Belgium (civil).svg\|23x15px\|border \|alt=Bèlgica\|link=Selecció de futbol de Bèlgica\|{{#if:\|]] Stéphane Demol - [[Fitxer:Flag of Belgium (civil).svg\|23x15px\|border \|alt=Bèlgica\|link=Selecció de futbol de Bèlgica\|{{#if:\|]] Erwin Vandenbergh - [[Fitxer:Flag of Belgium (civil).svg\|23x15px\|border \|alt=Bèlgica\|link=Selecció de futbol de Bèlgica\|{{#if:\|]] Franky Vercauteren - [[Fitxer:Flag of Belgium (civil).svg\|23x15px\|border \|alt=Bèlgica\|link=Selecció de futbol de Bèlgica\|{{#if:\|]] Daniel Veyt - [[Fitxer:Flag of Brazil (1968-1992).svg\|23x15px\|border \|alt=Brasil\|link=Selecció de futbol del Brasil\|{{#if:\|]] Edinho - [[Fitxer:Flag of Bulgaria (1971-1990).svg\|23x15px\|border \|alt=Bulgària\|link=Selecció de futbol de Bulgària\|{{#if:\|]] Plamen Getov - [[Fitxer:Flag of Bulgaria (1971-1990).svg\|23x15px\|border \|alt=Bulgària\|link=Selecció de futbol de Bulgària\|{{#if:\|]] Nasko Sirakov - [[Fitxer:Flag of South Korea.svg\|23x15px\|border \|alt=Corea del Sud\|link=Selecció de futbol de Corea del Sud\|{{#if:\|]] Choi Soon-Ho - [[Fitxer:Flag of South Korea.svg\|23x15px\|border \|alt=Corea del Sud\|link=Selecció de futbol de Corea del Sud\|{{#if:\|]] Huh Jung-Moo - [[Fitxer:Flag of South Korea.svg\|23x15px\|border \|alt=Corea del Sud\|link=Selecció de futbol de Corea del Sud\|{{#if:\|]] Kim Jong-Boo - [[Fitxer:Flag of South Korea.svg\|23x15px\|border \|alt=Corea del Sud\|link=Selecció de futbol de Corea del Sud\|{{#if:\|]] Park Chang-Seon - [[Fitxer:Flag of Denmark.svg\|23x15px\|border \|alt=Dinamarca\|link=Selecció de futbol de Dinamarca\|{{#if:\|]] John Eriksen - [[Fitxer:Flag of Denmark.svg\|23x15px\|border \|alt=Dinamarca\|link=Selecció de futbol de Dinamarca\|{{#if:\|]] Michael Laudrup - [[Fitxer:Flag of Denmark.svg\|23x15px\|border \|alt=Dinamarca\|link=Selecció de futbol de Dinamarca\|{{#if:\|]] Søren Lerby - [[Fitxer:Flag of Scotland.svg\|23x15px\|border \|alt=Escòcia\|link=Selecció de futbol d'Escòcia\|{{#if:\|]] Gordon Strachan - [[Fitxer:Flag of Spain.svg\|23x15px\|border \|alt=Espanya\|link=Selecció de futbol d'Espanya\|{{#if:\|]] Eloy - [[Fitxer:Flag of Spain.svg\|23x15px\|border \|alt=Espanya\|link=Selecció de futbol d'Espanya\|{{#if:\|]] Andoni Goikoetxea - [[Fitxer:Flag of Spain.svg\|23x15px\|border \|alt=Espanya\|link=Selecció de futbol d'Espanya\|{{#if:\|]] Julio Salinas - [[Fitxer:Flag of Spain.svg\|23x15px\|border \|alt=Espanya\|link=Selecció de futbol d'Espanya\|{{#if:\|]] Juan Antonio Señor - [[Fitxer:Flag of France (1794–1815, 1830–1974).svg\|23x15px\|border \|alt=França\|link=Selecció de futbol de França\|{{#if:\|]] Manuel Amoros - [[Fitxer:Flag of France (1794–1815, 1830–1974).svg\|23x15px\|border \|alt=França\|link=Selecció de futbol de França\|{{#if:\|]] Luis Miguel Fernández Toledo - [[Fitxer:Flag of France (1794–1815, 1830–1974).svg\|23x15px\|border \|alt=França\|link=Selecció de futbol de França\|{{#if:\|]] Jean-Marc Ferreri - [[Fitxer:Flag of France (1794–1815, 1830–1974).svg\|23x15px\|border \|alt=França\|link=Selecció de futbol de França\|{{#if:\|]] Bernard Genghini - [[Fitxer:Flag of France (1794–1815, 1830–1974).svg\|23x15px\|border \|alt=França\|link=Selecció de futbol de França\|{{#if:\|]] Dominique Rocheteau - [[Fitxer:Flag of France (1794–1815, 1830–1974).svg\|23x15px\|border \|alt=França\|link=Selecció de futbol de França\|{{#if:\|]] Jean Tigana | - [[Fitxer:Flag of Hungary.svg\|23x15px\|border \|alt=Hongria\|link=Selecció de futbol d'Hongria\|{{#if:\|]] Lajos Détári - [[Fitxer:Flag of Hungary.svg\|23x15px\|border \|alt=Hongria\|link=Selecció de futbol d'Hongria\|{{#if:\|]] Márton Esterházy - [[Fitxer:Flag of Iraq (1963-1991).svg\|23x15px\|border \|alt=Iraq\|link=Selecció de futbol de l'Iraq\|{{#if:\|]] Ahmed Radhi - [[Fitxer:Ulster Banner.svg\|23x15px\|border \|alt=Irlanda del Nord\|link=Selecció de futbol d'Irlanda del Nord\|{{#if:\|]] Colin Clarke - [[Fitxer:Ulster Banner.svg\|23x15px\|border \|alt=Irlanda del Nord\|link=Selecció de futbol d'Irlanda del Nord\|{{#if:\|]] Norman Whiteside - [[Fitxer:Flag of Morocco.svg\|23x15px\|border \|alt=Marroc\|link=Selecció de futbol del Marroc\|{{#if:\|]] Abdelkrim Merry Krimau - [[Fitxer:Flag of Mexico.svg\|23x15px\|border \|alt=Mèxic\|link=Selecció de futbol de Mèxic\|{{#if:\|]] Luis Flores - [[Fitxer:Flag of Mexico.svg\|23x15px\|border \|alt=Mèxic\|link=Selecció de futbol de Mèxic\|{{#if:\|]] Manuel Negrete - [[Fitxer:Flag of Mexico.svg\|23x15px\|border \|alt=Mèxic\|link=Selecció de futbol de Mèxic\|{{#if:\|]] Hugo Sánchez - [[Fitxer:Flag of Mexico.svg\|23x15px\|border \|alt=Mèxic\|link=Selecció de futbol de Mèxic\|{{#if:\|]] Raúl Servín - [[Fitxer:Flag of Poland.svg\|23x15px\|border \|alt=Polònia\|link=Selecció de futbol de Polònia\|{{#if:\|]] Włodzimierz Smolarek - [[Fitxer:Flag of Portugal.svg\|23x15px\|border \|alt=Portugal\|link=Selecció de futbol de Portugal\|{{#if:\|]] Carlos Manuel - [[Fitxer:Flag of Portugal.svg\|23x15px\|border \|alt=Portugal\|link=Selecció de futbol de Portugal\|{{#if:\|]] Diamantino - [[Fitxer:Flag of the Soviet Union.svg\|23x15px\|border \|alt=Unió de Repúbliques Socialistes Soviètiques\|link=Selecció de futbol de l'URSS\|{{#if:\|]] Sergei Aleinikov - [[Fitxer:Flag of the Soviet Union.svg\|23x15px\|border \|alt=Unió de Repúbliques Socialistes Soviètiques\|link=Selecció de futbol de l'URSS\|{{#if:\|]] Oleh Blokhín - [[Fitxer:Flag of the Soviet Union.svg\|23x15px\|border \|alt=Unió de Repúbliques Socialistes Soviètiques\|link=Selecció de futbol de l'URSS\|{{#if:\|]] Vasiliy Rats - [[Fitxer:Flag of the Soviet Union.svg\|23x15px\|border \|alt=Unió de Repúbliques Socialistes Soviètiques\|link=Selecció de futbol de l'URSS\|{{#if:\|]] Sergey Rodionov - [[Fitxer:Flag of the Soviet Union.svg\|23x15px\|border \|alt=Unió de Repúbliques Socialistes Soviètiques\|link=Selecció de futbol de l'URSS\|{{#if:\|]] Pavel Yakovenko - [[Fitxer:Flag of the Soviet Union.svg\|23x15px\|border \|alt=Unió de Repúbliques Socialistes Soviètiques\|link=Selecció de futbol de l'URSS\|{{#if:\|]] Ivan Yaremchuk - [[Fitxer:Flag of the Soviet Union.svg\|23x15px\|border \|alt=Unió de Repúbliques Socialistes Soviètiques\|link=Selecció de futbol de l'URSS\|{{#if:\|]] Aleksandr Zavarov - [[Fitxer:Flag of Uruguay.svg\|23x15px\|border \|alt=Uruguai\|link=Selecció de futbol de l'Uruguai\|{{#if:\|]] Antonio Alzamendi - [[Fitxer:Flag of Uruguay.svg\|23x15px\|border \|alt=Uruguai\|link=Selecció de futbol de l'Uruguai\|{{#if:\|]] Enzo Francescoli Gols en pròpia porta - [[Fitxer:Flag of South Korea.svg\|23x15px\|border \|alt=Corea del Sud\|link=Selecció de futbol de Corea del Sud\|{{#if:\|]] Cho Kwang-Rae (per Itàlia) - [[Fitxer:Flag of Hungary.svg\|23x15px\|border \|alt=Hongria\|link=Selecció de futbol d'Hongria\|{{#if:\|]] László Dajka (per URSS) |